# Кёнлейн, Фридрих
Фридрих Кёнлейн (нем. Friedrich Köhnlein; 12 декабря 1879, Нюрнберг — 5 июля 1916, Сомма) — германский шахматист и шахматный композитор.
Кёнлейн изучал в Мюнхене математику и физику. С 1907 года работал учителем в реальном училище в Пирмазенсе, с 1911 года — в средней школе в Нюрнберге.
Во время I Мировой войны был мобилизован. Погиб во время битвы на Сомме (долгое время считался пропавшим без вести 1 июля 1916 г.).

## Спортивные результаты
| Год  | Город       | Соревнование                                                 | + | − | = | Результат | Место |
| ---- | ----------- | ------------------------------------------------------------ | - | - | - | --------- | ----- |
| 1904 | Мюнхен      | Турнир четырёх шахматистов                                   |   |   |   |           | 2     |
| 1906 | Нюрнберг    | 15-й конгресс Германского шахматного союза (побочный турнир) |   |   |   |           | 5     |
| 1908 | Дюссельдорф | 16-й конгресс Германского шахматного союза (побочный турнир) |   |   |   |           | 1     |
| 1910 | Гамбург     | 17-й конгресс Германского шахматного союза                   | 4 | 6 | 6 | 7 из 16   | 11—14 |